# Пилява (Вінницький район)
Пи́лява — село в Україні, у Лука-Мелешківській сільській громаді Вінницького району Вінницької області. Населення становить 752 особи.

## Географія
Село розташоване на заході Вінницького району за 5 км від смт Тиврів, в 15 км від Вінниці поруч з автошляхом Т 0212.
Сусідні населені пункти:

## Історія

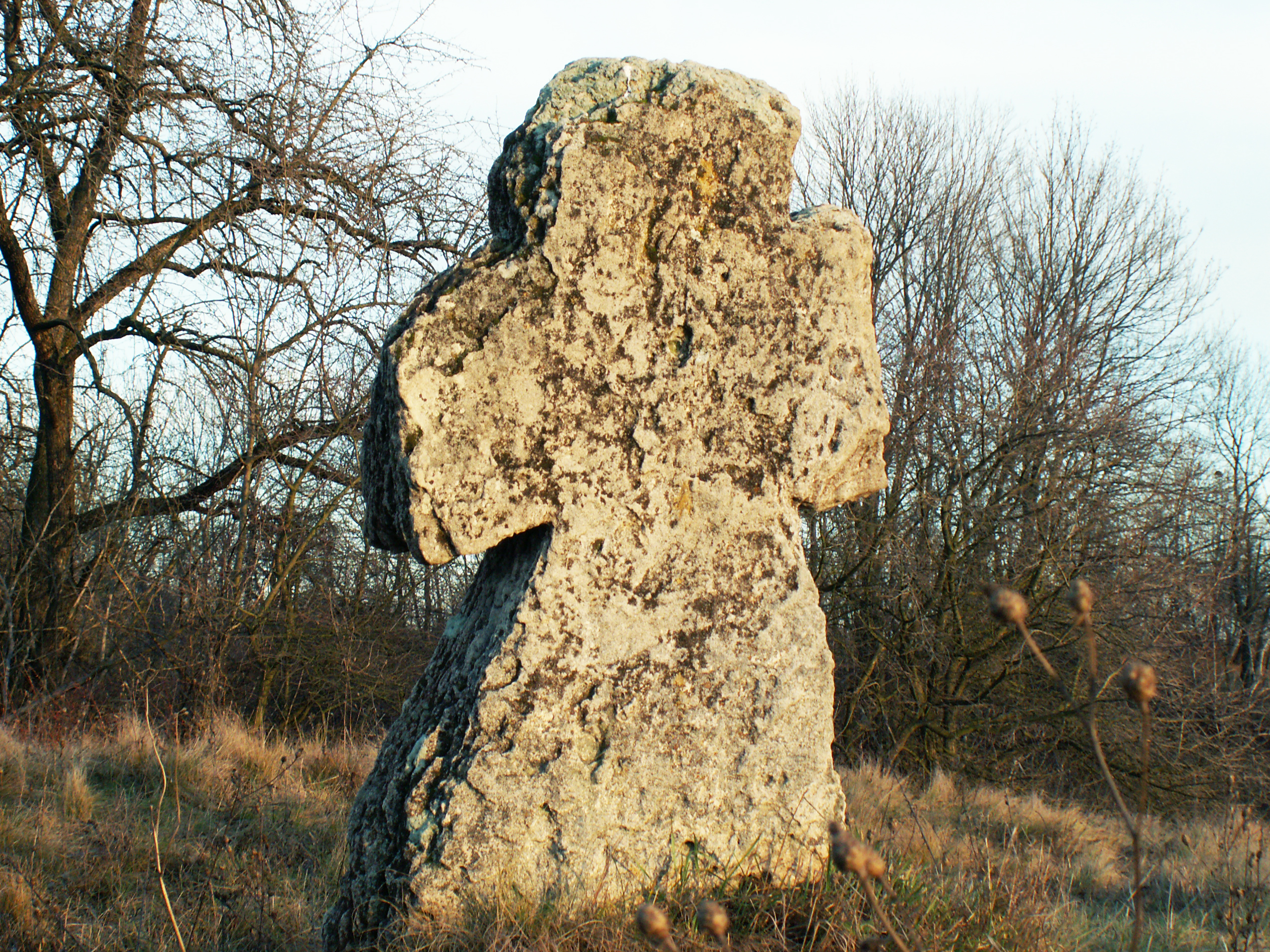
На околиці села розташований масивний старовинний кам’яний хрест, який, за свідченнями місцевих жителів, існує тут із давніх часів. Його форма, розмір і розташування свідчать про те, що він має значне історичне та культурне значення.
Можливе походження:
Місце масового поховання
Існують перекази, що хрест стоїть на місці масової могили жертв епідемії — можливо, чуми або холери. Такі "чумні хрести" ставили у віддалених від села місцях, де ховали багатьох людей одночасно, щоб запобігти подальшому зараженню.
Козацьке поховання
Інша версія — це братська могила козаків, полеглих у боях під час визвольної боротьби XVII–XVIII століття. Кам’яні хрести цього типу нерідко зустрічаються на Поділлі як пам’ятки козацької доби.
Скарб або місце старої церкви
Також ходять чутки, що на цьому місці була стара церква, яка зруйнована або "закопана", і під хрестом нібито захований скарб. Цей факт привертав увагу не лише місцевих мешканців, а й археологів, які планували розкопки.
Заборона на розкопки
Археологам було відмовлено в дозволі на проведення досліджень, зокрема через ризик виявлення потенційно небезпечних інфекційних захоронень (наприклад, чуми) або з міркувань збереження культурної спадщини
Історичне значення
Цей хрест є цінною історичною пам’яткою, яка може розповісти про трагічні сторінки минулого села. Він заслуговує на:
офіційне визнання (постановка на облік як об'єкт історико-культурної спадщини);
збереження та догляд
проведення наукових досліджень з залученням істориків, краєзнавців, археологів. Також є найбільш вірогідна версія що це хрест жертвам моровиці 1768 року.

### Заснування і давнина
Перша письмова згадка про село — в Актах коронного трибуналу Речі Посполитої за 1599 р. На одній з околиць села, яка має історичну назву «Луб'янки», з ХІІ ст. існувало тієї ж назви давньоруське поселення на р. Рудка, зруйноване монголо-татарами. Історичні назви околиць села, що збереглися до сьогодні — Морозівка, Чубайка, Огрудок, Левада.

### Панщина
З початку XVIII ст. землі Пиляви належать брацлавському хорунжию Михалу Калетинському. У 1713, 1734 та у 1750 рр. у селі перебували загони гайдамаків. У 1768 р. у Пиляві сталася моровиця, жертвам якої відтоді встановлено пам'ятний кам'яний хрест. З 1869 р. Пилява — в складі Тиврівської волості Вінницького повіту. Серед володарів села у XIX ст. — представники родин Ярошинських, Годлевських. У 1893 р. у Пиляві — 184 подвір'я з 1005 жителями. На початку XX ст. Пилявою володіє граф Д. Ф. Гейден, предводитель дворянства Вінницького повіту. В селі у 1905 р. нараховувалось 249 обійсть, мешкало 1051 чол. Селяни займалися рільництвом, сіючи переважно жито, овес, ячмінь і гречку.

### Духовне життя

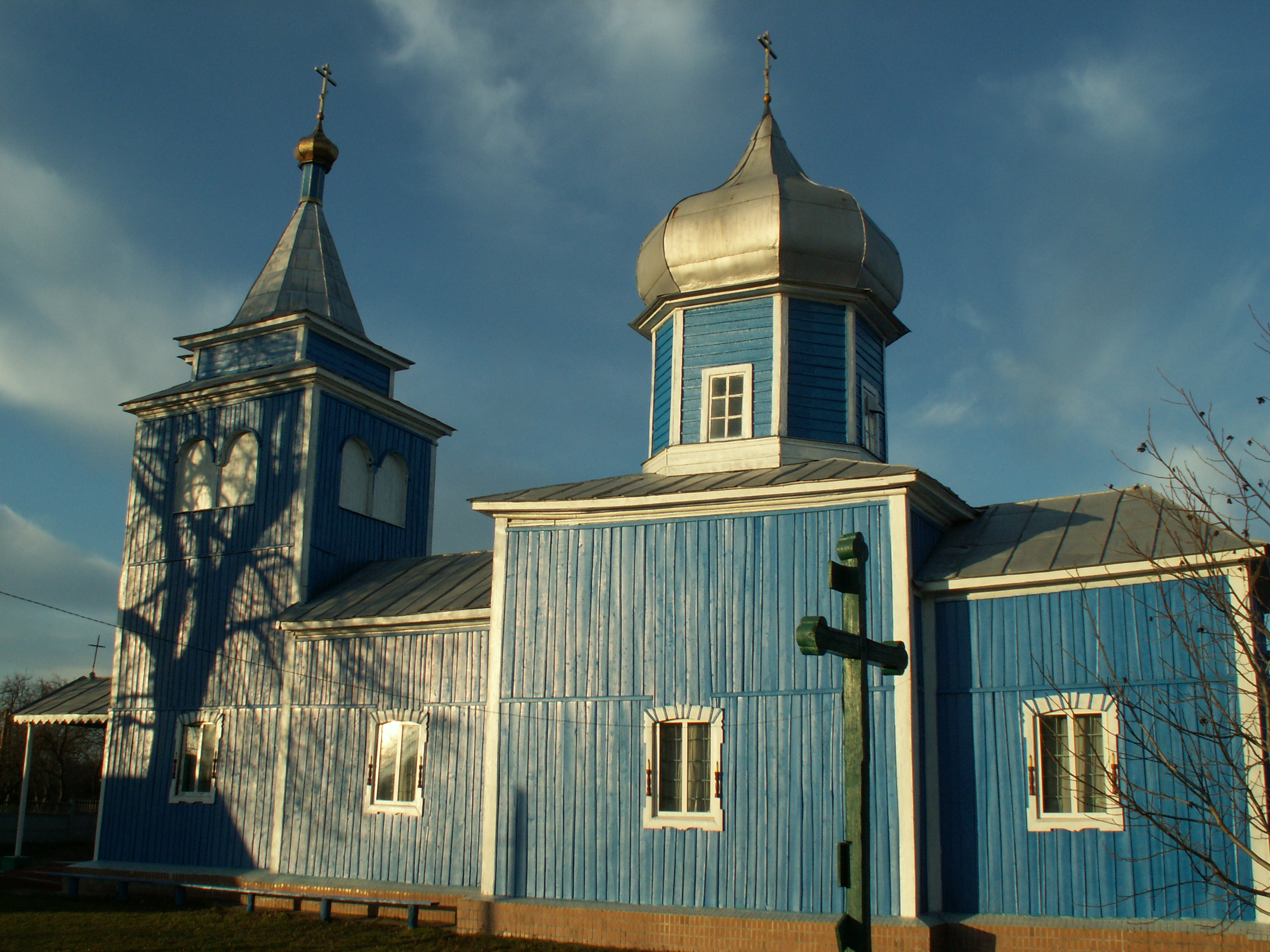
Покровська церква, 1862

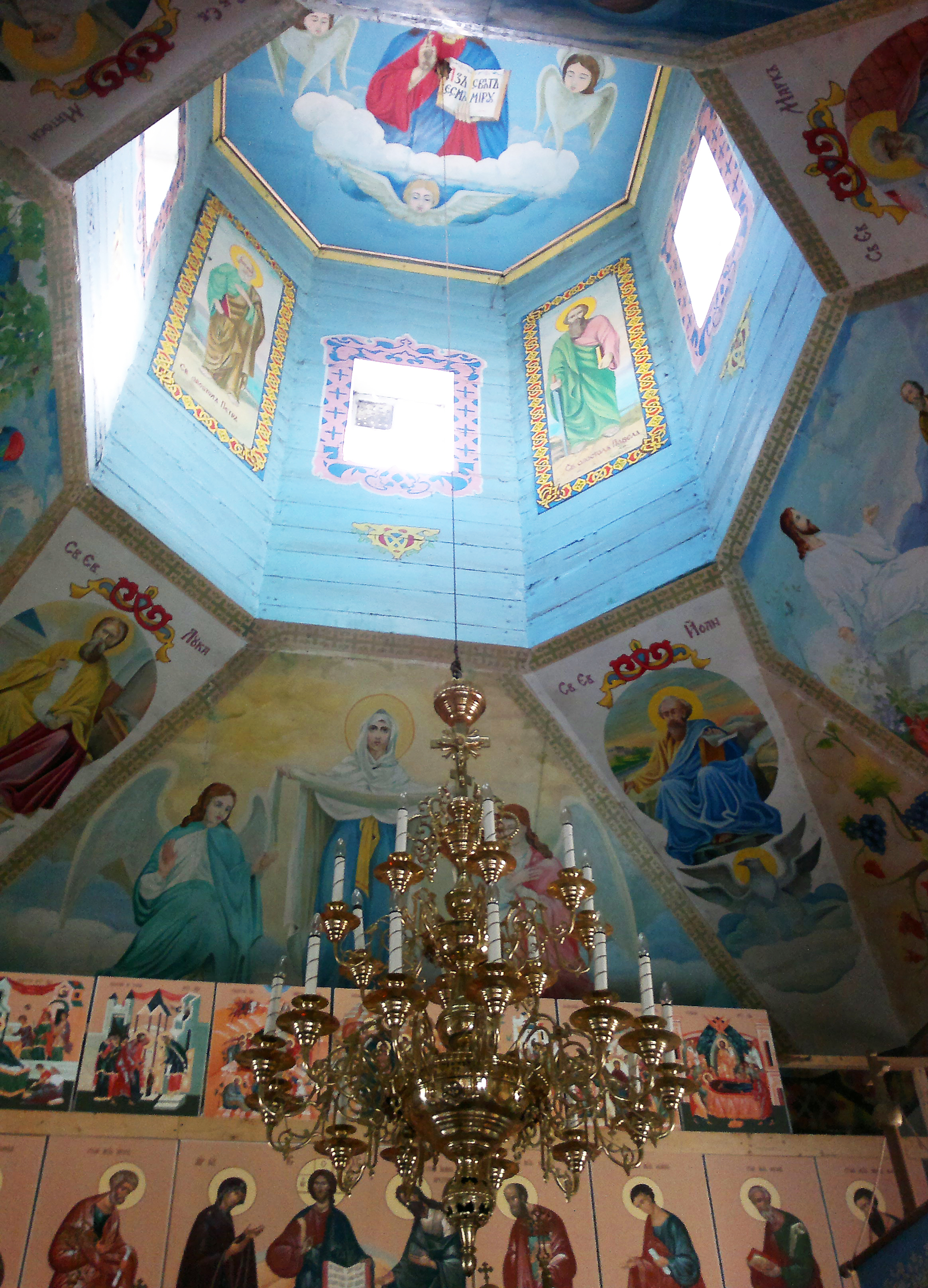
Убрання церкви в Пиляві

У церкві Святої Трійці, 1768 р. побудови, зберігалася плащаниця 1740 р. До 1793 р. в Пиляві діяв греко-католицький храм Кузьми і Дем'яна, працювала церковнопарафіяльна школа. У 1862 р. замість Свято-Троїцької церкви побудовано нову — Свято-Покровську, яка тимчасово закривалася у 1935–1941 рр., і була майже єдиною на Тиврівщині функціонуючою за радянських часів у повоєнний період. В її облаштуванні брали участь місцеві майстри — Томаш Гречина та Ананій Кришнівський. Ікона останнього «Ісус Христос з чашею» збереглася до наших днів. Наприкінці грудня 2012 р. Свято-Покровську церкву визнано одним з «Семи чудес Тиврівщини».

### Нова історія
У 1922 р. повстанський отаман УНР Сидір (Андрущенко С. Г.) формує свій першій загін з мешканців Пиляви, Кліщева, Сутисок, Соколинців. З 1925 р. Пилява — у складі Тиврівського району Вінницької округи. Станом на 1925 р. в селі проживало 1845 осіб: чоловіків — 924, жінок — 921. Всього господарств — 465. Колгосп у Пиляві створено у 1929 р. Він отримав назву «ім. Т. Г. Шевченка». Пилява, найбільше всього з усіх населених пунктів Тиврівщини постраждала від голодомору у 1932–1933 рр., втративши третину населення — близько 600 людей. Під час Другої світової війни, село потрапило до німецької зони окупації — генерального округа «Житомир» німецького «Рейхскомісаріату Україна». Звільнено було частинами 151-ї стрілецької дивізії (командир — Подшивайлов Д. П.), штаб якої 16 березня 1944 р. знаходився на північній околиці Пиляви. У 1972 р. у селі відкрито пам'ятник 142 воїнам-односельчанам, загиблим на фронтах тієї війни.

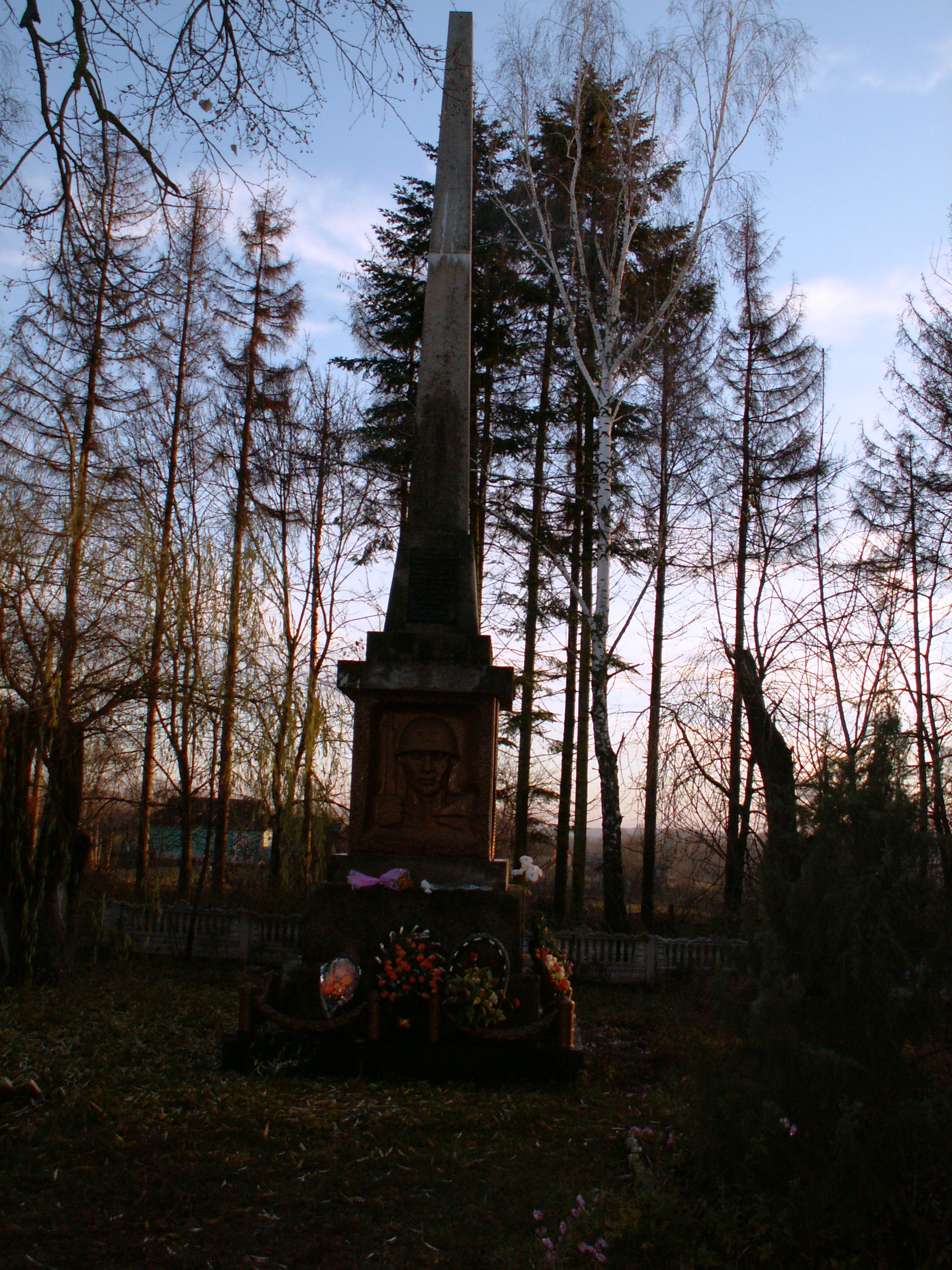
Пам'ятник 142 воїнам-односельчанам, загиблим на фронтах Другої світової війни, с. Пилява

### Новітня історія

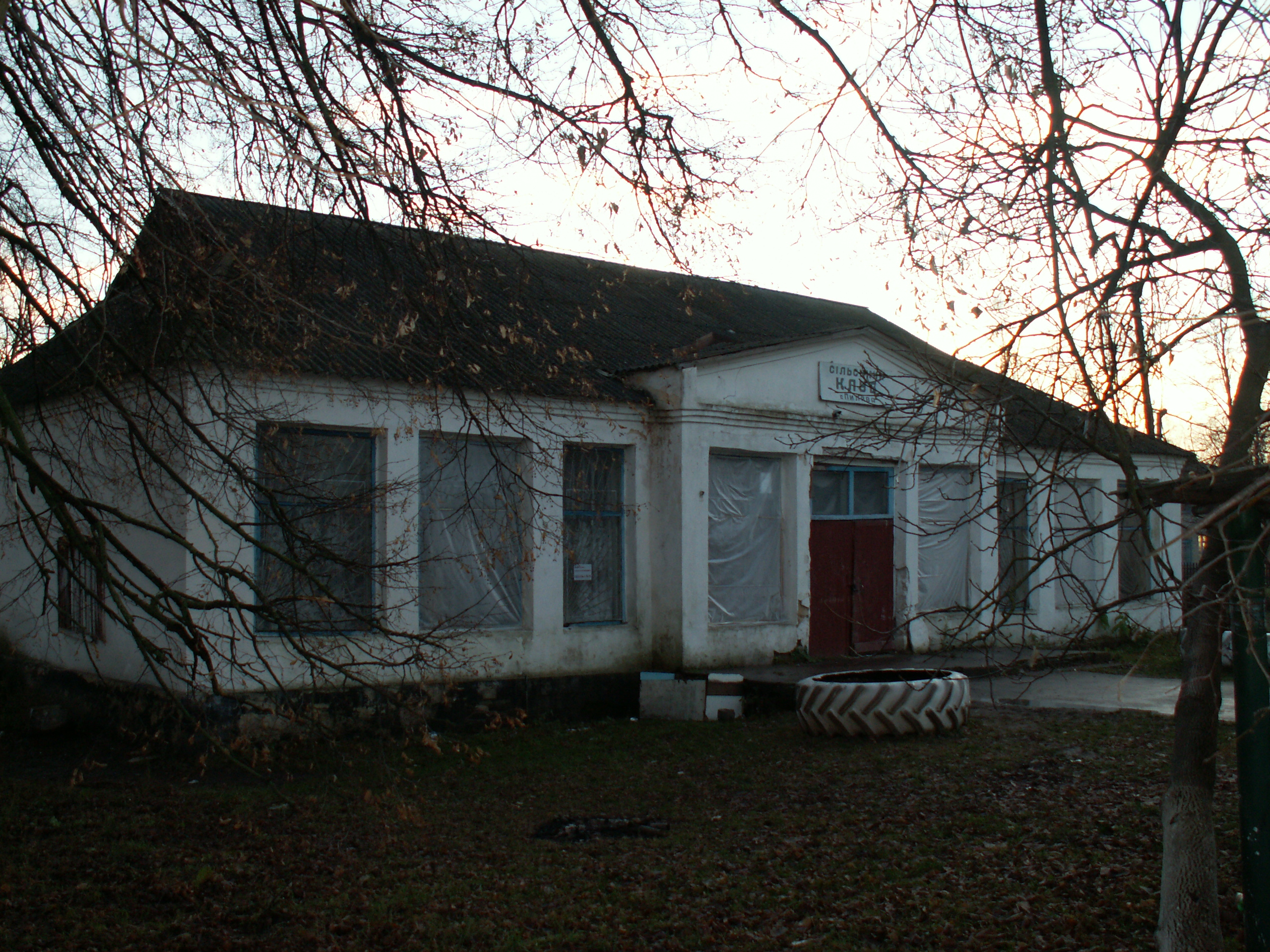
Сільський клуб у Пиляві

У повоєнний період в селі мешкало понад 1000 осіб. Було відновлено колгосп, який отримав назву «ім. Р. Я. Малиновського», побудовано школу, сільський клуб, будинок культури. Створено потужний молочно-товарний комплекс із тваринником. Друкувалась колгоспна багатотиражна газета "Червоний прапор. Прокладено дорогу з твердим покриттям. Відкрито два магазини, дитячий садок. У 1991 р. колгосп розділено. Пилявський осередок отримав назву «ім. Данила Нечая». Невдовзі цей осередок реорганізовано у ТОВ «Пилявське». З 2007 р. землі — в оренді ТОВ «АгроБуг» з уставним німецьким капіталом. У 2009 р. село було газифіковано.

## Населення

### Мова
Розподіл населення за рідною мовою за даними перепису 2001 року:
| Мова       | Кількість | Відсоток |
| ---------- | --------- | -------- |
| українська | 747       | 99.34%   |
| російська  | 5         | 0.66%    |
| Усього     | 752       | 100%     |

## Пам'ятки і персоналії
- Свято-Покровська церква (1862);
- пам'ятник 142 воїнам-односельцям, загиблим у часи Другої світової війни (1972);
- могила А. Є. Горбачова;
- ботанічна пам'ятка природи місцевого значення Красені буки;

### Уродженці села
- - С. А. Джерелюк (1968—1987) — воїн-інтернаціоналіст, що загинув в Афганістані (могила);
  - В. В. Кришнівський — чемпіон світу зі стрільби.[8].
  - Колісніченко Віра Терентіївна (1934—2015) — художниця декоративного мистецтва.